# Mantasoa
Mantasoa is een stad in Madagaskar, gelegen in de regio Analamanga in het district Manjakandriana. De stad telt ongeveer 10.000 inwoners (2002).

## Geschiedenis
Tijdens de regering van Ranavalona I liet de Fransman Jean Laborde fabrieken bouwen in Mantasoa, die voornamelijk wapens en munitie produceerden, maar ook cement, gereedschappen, watermolens, geblazen glas, kandelaars, weefgetouwen, zijde en katoen.
Tot 1 oktober 2009 lag Mantasoa in de provincie Antananarivo. Deze werd echter opgeheven en vervangen door de regio Analamanga. Tijdens deze wijziging werden alle autonome provincies opgeheven en vervangen door de in totaal 22 regio's van Madagaskar.

## Economie
De stad heeft een eigen luchthaven en scholen voor basisonderwijs en voortgezet onderwijs. 95,5% leeft van de landbouw, de belangrijkste gewassen in Mantasoa zijn rijst, bonen, zoete aardappelen en cassave. Verder leeft 3% van de dienstverlening, 1% van de visserij en 0,5% van de veehouderij.
- Library of Congress Control Number: n90723825
- Nationale Bibliotheek van Israël: 987007565114605171
- Virtual International Authority File: 149057306